# Église Sainte-Cécile de Sainte-Cécile

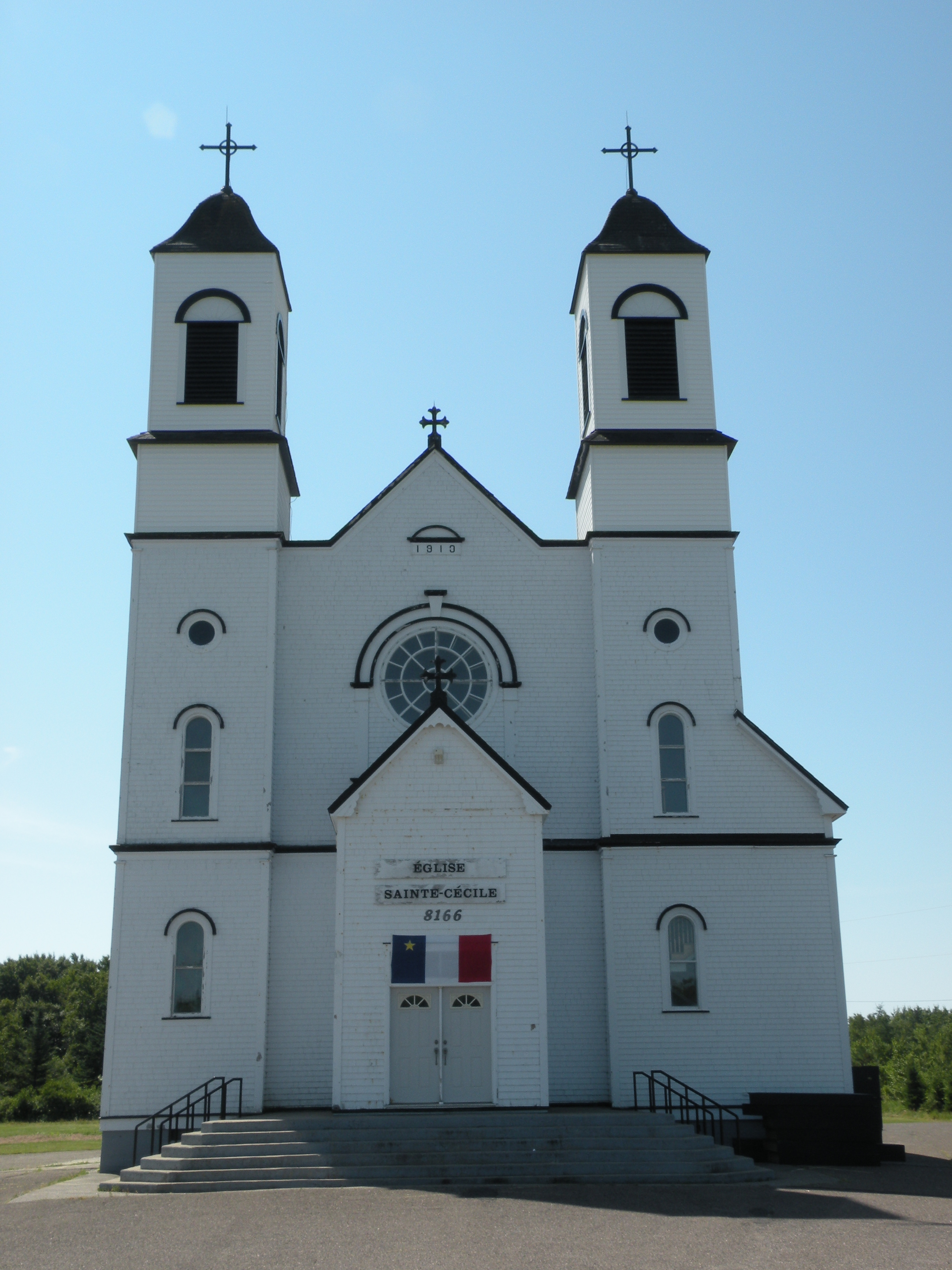
La facade de l'église Sainte-Cécile

Pour les articles homonymes, voir Sainte-Cécile.
L'église Sainte-Cécile est une église située dans le hameau de Petite-Rivière-de-l'Île à Sainte-Cécile, sur l'île de Lamèque, au Nouveau-Brunswick. Elle fut construite en 1913. Elle accueille chaque année le Festival international de musique baroque de Lamèque. L'« église psychédélique » est mentionnée dans le recueil de poésie La terre tressée, de Claude Le Bouthillier.

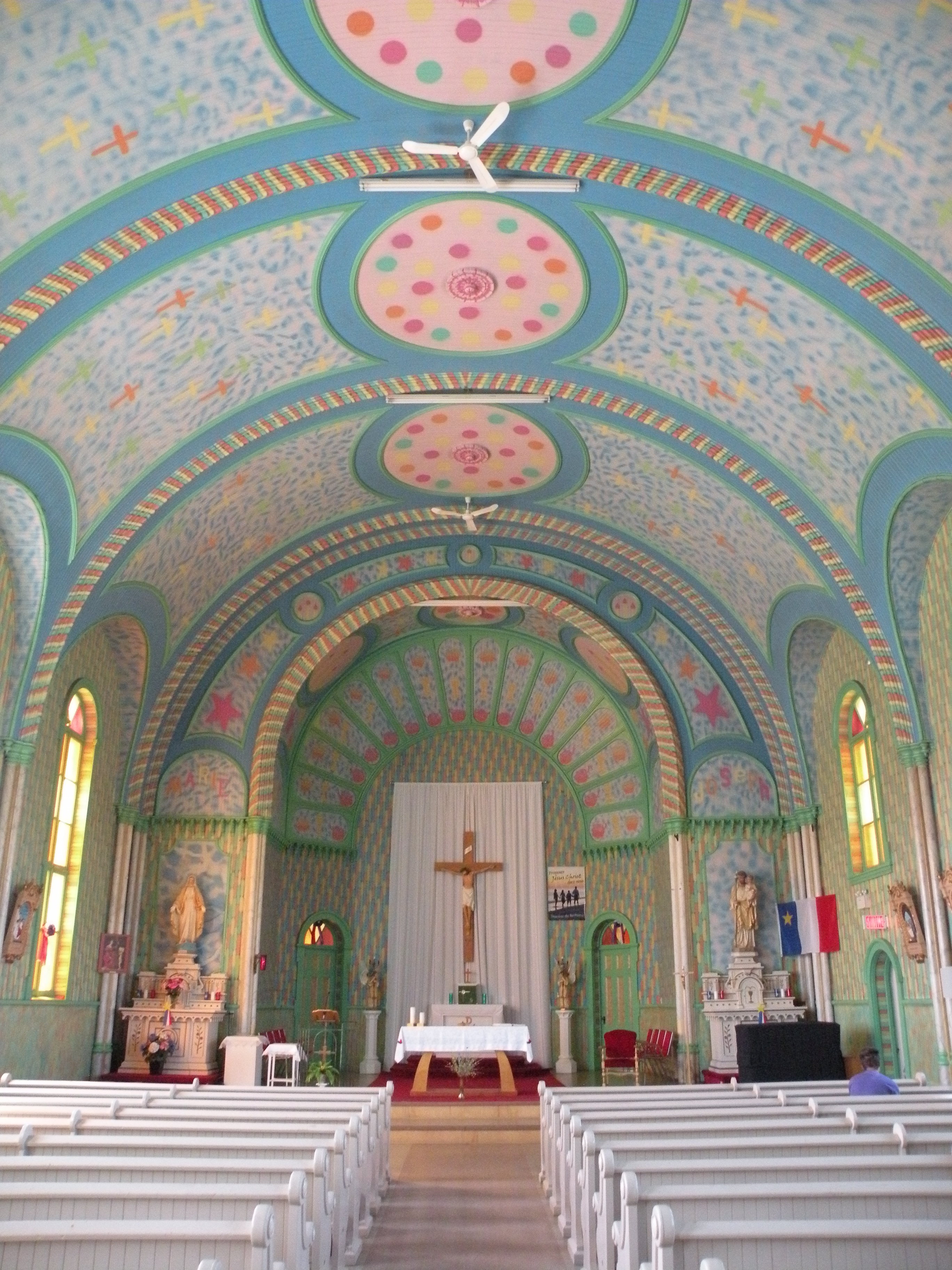
L'intérieur de l'église Sainte-Cécile.

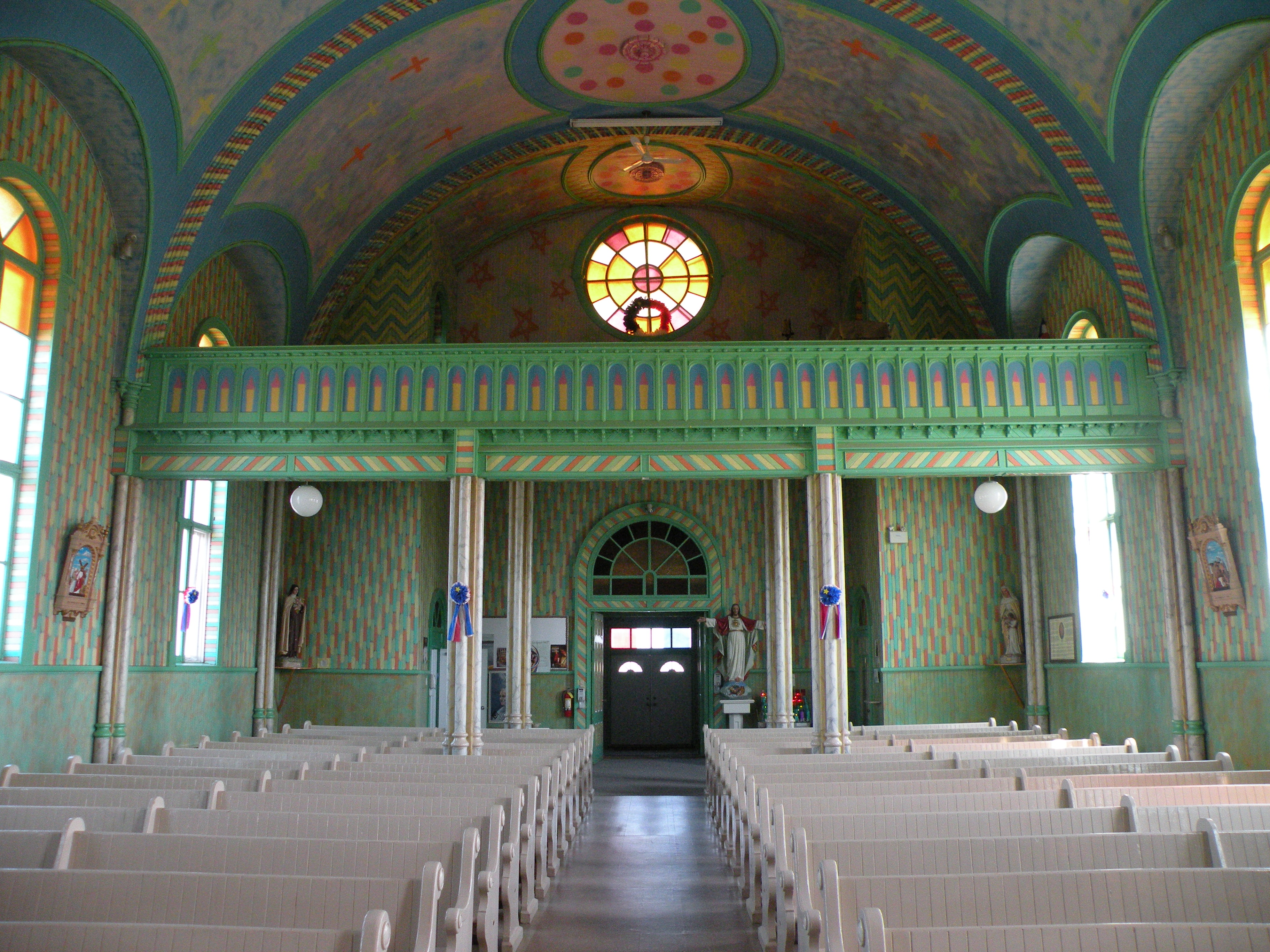
L'entrée vue de l'intérieur de l'église Sainte-Cécile.